# Ptisana purpurascens
Ptisana purpurascens là một loài dương xỉ trong họ Marattiaceae. Loài này được de Vriese Murdock mô tả khoa học đầu tiên năm 2008.